# Invercargill

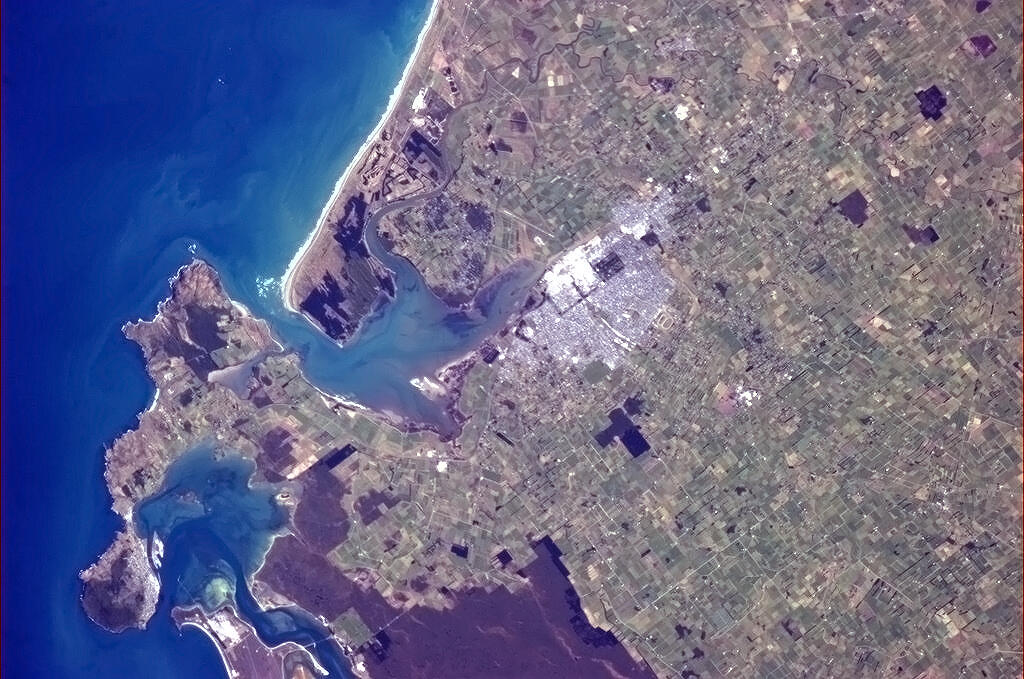
Satelitní snímek města z ISS

Invercargill je novozélandské město nacházející se na jihu Jižního ostrova v regionu Southland. Podle odhadu z roku 2011 má město 53 000 obyvatel. Ve městě sídlí instituce terciárního vzdělávání Southern Institute of Technology.